# Каміла Жук
Каміла Жук (пол. Kamila Żuk; нар. 18 листопада 1997, Валбжих, Польща) — польська біатлоністка. Дворазова чемпіонка та віцечемпіонка світу серед юніорів, чемпіонка світу та призерка з літнього біатлону серед юніорів, призерка чемпіонату Європи серед юніорів. Брала участь у зимових Олімпійських іграх 2018 року. Багаторазова переможниця чемпіонату та етапів Кубка Польщі з біатлону та літнього біатлону серед юніорів та на дорослому рівні.
Перша польська біатлоністка, яка завоювала титул чемпіонки світу з біатлону серед юніорів.

## Біографія
Каміла Жук народилася 18 листопада 1997 року в місті Валбжих, Польща. Проживає в селищі Соколовсько.

### Освіта
Закінчила Публічну гімназію ім. Кисловського в місті Мерошув  і Школу спортивної майстерності в місті Душники-Здруй. 
Навчається в Академії фізичного виховання в Катовицях.

### Кар'єра
Розпочала кар'єру біатлоністки у 2008 році. Виступаючи в молодших вікових категоріях на початку кар'єри, вона ставала переможницею чемпіонату та етапів Кубка Польщі з біатлону та літнього біатлону. У 2014 році вона дебютувала за збірну команду Польщі на міжнародному рівні.

#### 2015-2017
2015 року здобула перемогу в спринті й перегонах переслідування на XXI Всепольської молодіжній Олімпіаді з зимових видів спорту (серед спортсменок до 19 років), була другою в естафеті й третьою в індивідуальних перегонах. У 2016 році на цих же змаганнях виступала серед спортсменок до 21 року, здобула перемогу в спринті, стала другою в перегонах переслідування і третьою в індивідуальних перегонах
У 2015 році вперше у своїй кар’єрі виступала на Чемпіонаті світу серед юніорів, де змагалась у категорії юнаки та дівчата (до 19 років). В особистих гонках зайняла найвищу позицію у спринті, де фінішувала на 13-й позиції, а в жіночій естафеті разом із командою Польщі класифікувалась на 9-му місці. 
На наступному Чемпіонаті світу серед юніорів 2016 вона знову змагалася у молодшій категорії (до 19 років). Посіла 11-те місце у спринті та 5 місце в естафетних перегонах.
У серпні 2015 році спортсменка брала участь у літньому чемпіонаті світу серед юніорів у Румунії, де посіла 15-те місце у спринті та перегонах-переслідуванні. 
Вона також брала участь у змаганнях з біатлону у зимовому олімпійському молодіжному фестивалі Європи 2015.
У сезоні 2015/2016 у 18-річному віці дебютувала за основну команду Польщі на етапі Кубка світу у Поклюці, Словенія та посіла 75 місце в спринті.
У літньому чемпіонаті світу з біатлону серед юніорів 2016 в Отепяе, Естонія, посіла 21 місце в спринті, 5 в перегонах-переслідуванні і 5 у змішаній естафеті.
У лютому 2017 року вона завоювала бронзову медаль Чемпіонат Європи серед юніорів у змаганні зі спринтом.

#### 2018-2020

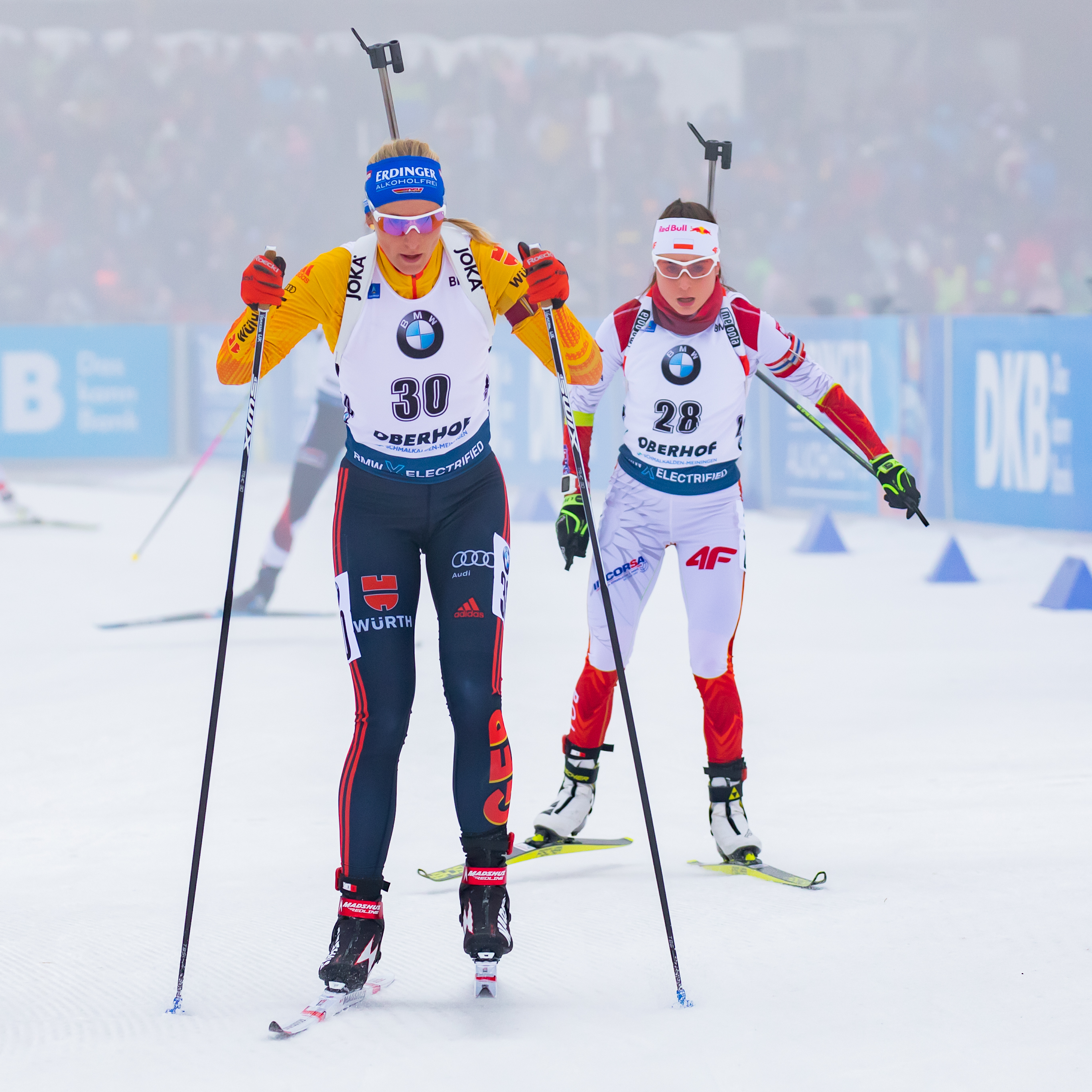
Каміла Жук (під номером 28) та німкеня Ванесса Гінц (під номером 30) на етапі Кубку світу з біатлону в Обергофі в 2020 році

У лютому 2018 році брала участь у зимових Олімпійських іграх  в Пхьончхані в змішаній естафеті, посівши в підсумку 16 місце.
1 березня 2018 року вона завоювала титул чемпіонки світу серед юніорів у індивідуальній гонці на 12,5 км з перевагою над другим місцем у понад 3 хвилини. Через два дні вона завоювала ще одну золоту медаль у спринті (7,5 км) випередивши чеську спортсменку Маркету Давідову та французьку біатлоністку Міртілле Біґе. 4 березня 2018 року Жук стала віцечемпіонкою у гонці-переслідуванні на відстані 10 км, програвши 28,1 сек лише чешці Давидовій.
У сезоні 2018/19 на змаганнях в Солт-Лейк-Сіті вперше потрапила до чільної десятки на етапах Кубка світу, посівши 6 місце у спринті.
У серпні 2018 році брала участь у літньому чемпіонаті світу серед юніорів у Нове-Мєсто, Чехія і посіла перше місце у спринті, друге у перегонах-переслідуванні та друге у змішаній естафеті.

### Особисте життя
Неодружена. Хобі: кулінарія.  
Своєю кумиркою в спорті Жук називає польську лижницю, олімпійську чемпіонку Юстину Ковальчик. 

## Результати на дорослому рівні

### Зимові Олімпійські ігри
| Подія          | Індивідуальна гонка | Спринт | Гонка-переслідування | Масс-старт | Естафета | Змішана естафета |
| -------------- | ------------------- | ------ | -------------------- | ---------- | -------- | ---------------- |
| Пхьончхан 2018 | -                   | -      | -                    | -          | -        | 16               |

### Чемпіонати світу
| Подія            | Індивідуальна гонка | Дж.    | Спринт | Дж.    | Гонка-переслідування | Дж.    | Естафета | Дж.    | Змішана естафета | Дж.    | Одиночна змішана естафета | Дж.    |
| ---------------- | ------------------- | ------ | ------ | ------ | -------------------- | ------ | -------- | ------ | ---------------- | ------ | ------------------------- | ------ |
| Естерсунд 2019   | 48                  | [ 24 ] | 46     | [ 25 ] | 36                   | [ 26 ] | 7        | [ 27 ] | -                |        | -                         |        |
| Антерсельва 2020 | 84                  | [ 28 ] | 58     | [ 29 ] | -                    |        | 7        | [ 30 ] | 17               | [ 31 ] | 18                        | [ 32 ] |

### Виступи на Кубку світу
У таблиці відображені місця, зайняті спортсменом у гонках впродовж біатлонного сезону:
Інд — індивідуальна гонка, Пр — гонка переслідування, Спр — спринт, МС — мас-старт.
Усі результати отримані від Міжнародного союзу біатлону.
| 2015–2016 | Остерсунд | Остерсунд | Остерсунд | Гохфільцен | Гохфільцен | Поклюка | Поклюка | Поклюка | Рупольдінг | Рупольдінг | Рупольдінг | Рупольдінг | Рупольдінг | Антхольц | Антхольц | Канмор | Канмор | Преск-Айл | Преск-Айл | ЧС Холменколен | ЧС Холменколен | ЧС Холменколен | ЧС Холменколен | Ханти-Мансійськ | Ханти-Мансійськ | Ханти-Мансійськ | Підсумки | Підсумки |
| 2015–2016 | Інд       | Спр       | Пр        | Спр        | Пр         | Спр     | Пр      | МС      | Спр        | Пр         | МС         | Інд        | МС         | Спр      | Пр       | Спр    | МС     | Спр       | Пр        | Спр            | Пр             | Інд            | МС             | Спр             | Пр              | МС              | Очок     | Місце    |
| 2015–2016 | -         | -         | -         | -          | -          | 75      | -       | -       | 90         | -          | -          | -          | -          | -        | -        | -      | -      | -         | -         | -              | -              | -              | -              | -               | -               | -               | 0        | -        |

| 2016–2017 | Остерсунд | Остерсунд | Остерсунд | Поклюка | Поклюка | Нове Место | Нове Место | Нове Место | Обергоф | Обергоф | Обергоф | Рупольдінг | Рупольдінг | Антхольц | Антхольц | ЧС Гохфільцен | ЧС Гохфільцен | ЧС Гохфільцен | ЧС Гохфільцен | Пхьончхан | Пхьончхан | Контіолахті | Контіолахті | Холменколен | Холменколен | Холменколен | Підсумки | Підсумки |
| 2016–2017 | Інд       | Спр       | Пр        | Спр     | Пр      | Спр        | Пр         | МС         | Спр     | Пр      | МС      | Спр        | Пр         | Інд      | МС       | Спр           | Пр            | Інд           | МС            | Спр       | Пр        | Спр         | Пр          | Спр         | Пр          | МС          | Очок     | Місце    |
| 2016–2017 | 66        | 90        | -         | 73      | -       | 84         | -          | -          | -       | -       | -       | 75         | -          | -        | -        | -             | -             | -             | -             | -         | -         | -           | -           | -           | -           | -           | 0        | -        |

| 2017–2018 | Остерсунд | Остерсунд | Остерсунд | Гохфільцен | Гохфільцен | Ле-Гран-Борнан | Ле-Гран-Борнан | Ле-Гран-Борнан | Обергоф | Обергоф | Рупольдінг | Рупольдінг | Антхольц | Антхольц | Антхольц | Олімпійські ірги Пхьончхан | Олімпійські ірги Пхьончхан | Олімпійські ірги Пхьончхан | Олімпійські ірги Пхьончхан | Контіолахті | Контіолахті | Гольменколлен | Гольменколлен | Тюмен | Тюмен | Тюмен | Підсумки | Підсумки |
| 2017–2018 | Інд       | Спр       | Пр        | Спр        | Пр         | Спр            | Пр             | МС             | Спр     | Пр      | Інд        | МС         | Спр      | МС       | Сп       | Спр                        | Пр                         | Інд                        | МС                         | Спр         | МС          | Спр           | Пр            | Спр   | Пр    | МС    | Очок     | Місце    |
| 2017–2018 | -         | -         | -         | -          | -          | 71             | -              | -              | -       | -       | -          | -          | DNS*     | 28       | -        | -                          | -                          | -                          | -                          | -           | -           | 35            | 33            | 42    | 42    | -     | 14       | 81       |

| 2018–2019 | Поклюка | Поклюка | Поклюка | Гохфільцен | Гохфільцен | Нове Место | Нове Место | Нове Место | Обергоф | Обергоф | Рупольдінг | Рупольдінг | Антерсельва | Антерсельва | Антерсельва | Кенмор | Солт-Лейк-Сіті | Солт-Лейк-Сіті | ЧС Остерсунд | ЧС Остерсунд | ЧС Остерсунд | ЧС Остерсунд | Гольменколлен | Гольменколлен | Гольменколлен | Підсумки | Підсумки |
| 2018–2019 | Інд     | Спр     | Пр      | Спр        | Пр         | Спр        | Пр         | МС         | Спр     | Пр      | Спр        | МС         | Спр         | Пр          | МС          | Інд    | Спр            | Пр             | Спр          | Пр           | Інд          | МС           | Спр           | Пр            | МС            | Очок     | Місце    |
| 2018–2019 | 90      | 63      | -       | 48         | 41         | 65         | -          | -          | 47      | 48      | 42         | -          | 51          | DNS         | -           | 82     | 6              | 8              | 46           | 36           | 48           | -            | 85            | -             | -             | 77       | 61       |

| 2019–2020 | Остерсунд | Остерсунд | Гохфільцен | Гохфільцен | Аннесі | Аннесі | Аннесі | Обергоф | Обергоф | Рупольдінг | Рупольдінг | Поклюка | Поклюка | ЧМ Антерсельва | ЧМ Антерсельва | ЧМ Антерсельва | ЧМ Антерсельва | Нове Место | Нове Место | Контіолахті | Контіолахті | Підсумки | Підсумки |
| 2019–2020 | Спр       | Інд       | Спр        | Пр         | Спр    | Пр     | МС     | Спр     | МС      | Спр        | Пр         | Інд     | МС      | Спр            | Пр             | Інд            | МС             | Спр        | МС         | Спр         | Пр          | Очок     | Місце    |
| 2019–2020 | 28        | 55        | 16         | 32         | 16     | 49     | -      | 9       | 19      | 10         | 55         | 66      | 17      | 58             | DNS            | 84             | -              | -          | -          | 70          | -           | 181      | 38       |

*DNS — не стартувала

### Статистика виступів на Кубку світу
- Дебют у кубку світу — 15  грудня 2015 року в спринті в сезоні 2015–2016 на етапі в  Поклюці — 75 місце[10].
- Перше попадання в залікову зону — 15 березня 2018 року в спринті в сезоні  2017–2018 на етапі в  Гольменколлені — 35 місце[34].
- Перше попадання в десятку в особистих гонках — 14 лютого 2019 року в спринті в сезоні 2018–2019 на змаганнях в  Солт-Лейк-Сіті  — 6 місце[20].

У таблиці наведено статистику виступів біатлоніста в Кубку світу.
- Місця 1–3: кількість подіумів
- Чільна 10: кількість фінішів у першій десятці
- В очках: кількість виступів, на яких біатлоніст здобував очки
- Старти: кількість стартів

| Місця                     | Індивід. | Спринт | Персьют | Мас-старт | Естафета | Разом |
| ------------------------- | -------- | ------ | ------- | --------- | -------- | ----- |
| 1                         |          |        |         |           |          |       |
| 2                         |          |        |         |           |          |       |
| 3                         |          |        |         |           |          |       |
| Чільна 10                 |          | 3      | 1       |           | 4        | 8     |
| В очках                   |          | 7      | 4       | 2         | 13       | 26    |
| Стартів                   | 6        | 25     | 10      | 2         | 14       | 57    |
| Станом на: 7 березня 2020 |          |        |         |           |          |       |

## Результати на рівні юніорів

### Чемпіонати світу серед юніорів
| Подія                | Індивідуальна гонка | Спринт | Гонка-переслідування | Естафета |
| -------------------- | ------------------- | ------ | -------------------- | -------- |
| Раубічі 2015         | 50                  | 13     | 58                   | 9        |
| Кейле Гредіштей 2016 | 28                  | 11     | 29                   | 5        |
| Осрбліє 2017         | 49                  | 27     | 10                   | 10       |
| Отепяе 2018          | 1                   | 1      | 2                    | 5        |
| Осрбліє 2019         | 7                   | 2      | DNS                  | 10       |

*DNS - не стартувала

### Чемпіонати Європи серед юніорів
| Подія           | Індивідуальна гонка | Спринт | Гонка-переслідування | Естафета |
| --------------- | ------------------- | ------ | -------------------- | -------- |
| Поклюка 2016    | 37                  | 6      | 8                    | -        |
| Нове Место 2017 | 8                   | 3      | 12                   | -        |

## Залік кубка світу
| Сезон   | Загальний залік | Загальний залік | Загальний залік | Спринт | Спринт | Спринт | Персьют | Персьют | Персьют | Індивідуальна гонка | Індивідуальна гонка | Індивідуальна гонка | Мас-старт | Мас-старт | Мас-старт |
| Сезон   | Очки            | Місце           | Місце           | Очки   | Місце  | Місце  | Очки    | Місце   | Місце   | Очки                | Місце               | Місце               | Очки      | Місце     | Місце     |
| ------- | --------------- | --------------- | --------------- | ------ | ------ | ------ | ------- | ------- | ------- | ------------------- | ------------------- | ------------------- | --------- | --------- | --------- |
| 2017/18 | 14              | 81              | [ 39 ]          | 6      | 85     | [ 40 ] | 8       | 71      | [ 41 ]  | -                   | -                   | [ 42 ]              | -         | -         | [ 43 ]    |
| 2018/19 | 77              | 61              | [ 44 ]          | 38     | 58     | [ 45 ] | 39      | 48      | [ 46 ]  | -                   | -                   | [ 47 ]              | -         | -         | [ 48 ]    |
| 2019/20 | 181             | 38              | [ 49 ]          | 126    | 20     | [ 50 ] | 9       | 65      | [ 51 ]  | -                   | -                   | [ 52 ]              | 46        | 30        | [ 53 ]    |

## Топ-10 результатів
| №  | Рік  | Дисципліна                                       |     | Місце | Дж.    |
| -- | ---- | ------------------------------------------------ | --- | ----- | ------ |
| 1  | 2019 | Солт-Лейк-Сіті Спринт 7.5 км, Жінки              | КС* | 6     | [ 20 ] |
| 2  | 2019 | Солт-Лейк-Сіті Гонка переслідування 10 км, Жінки | КС  | 8     | [ 54 ] |
| 3  | 2020 | Обергоф Спринт 7.5 км, Жінки                     | КС  | 9     | [ 55 ] |
| 4  | 2020 | Рупольдінг Спринт 7.5 км, Жінки                  | КС  | 10    | [ 56 ] |
| 5  | 2019 | Аннесі - Ле-Гран-Борнан Спринт 7.5 км, Жінки     | КС  | 16    | [ 57 ] |
| 6  | 2019 | Гохфільцен Спринт 7.5 км, Жінки                  | КС  | 16    | [ 58 ] |
| 7  | 2020 | Поклюка Мас-старт 12.5 км, Жінки                 | КС  | 17    | [ 59 ] |
| 8  | 2020 | Обергоф Мас-старт 12.5 км, Жінки                 | КС  | 19    | [ 60 ] |
| 9  | 2019 | Естерсунд Спринт 7.5 км, Жінки                   | КС  | 28    | [ 61 ] |
| 10 | 2019 | Гохфільцен Гонка переслідування 10 км, Жінки     | КС  | 32    | [ 62 ] |

*КС — етап Кубка світу

## Статистика стрільби

### По дисциплінах
В таблицю входять усі гонки.
| № | Сезон   | Загальна       | Індивідуальна гонка | Спринт       | Гонка переслідування | Мас-старт    | Естафета      |
| - | ------- | -------------- | ------------------- | ------------ | -------------------- | ------------ | ------------- |
| 1 | 2015/16 | 70.0 (14/20)   | 0.0 (0/0)           | 70.0 (14/20) | 0.0 (0/0)            | 0.0 (0/0)    | 0.0 (0/0)     |
| 2 | 2016/17 | 68.3 (41/60)   | 65.0 (13/20)        | 70.0 (28/40) | 0.0 (0/0)            | 0.0 (0/0)    | 0.0 (0/0)     |
| 3 | 2017/18 | 78.6 (99/126)  | 0.0 (0/0)           | 82.5 (33/40) | 76.7 (46/60)         | 0.0 (0/0)    | 76.9 (20/26)  |
| 4 | 2018/19 | 74.3 (208/280) | 66.7 (40/60)        | 74.4 (67/90) | 78.8 (63/80)         | 0.0 (0/0)    | 76.0 (38/50)  |
| 5 | 2019/20 | 73.3 (247/337) | 65.0 (39/60)        | 83.3 (50/60) | 66.7 (40/60)         | 72.5 (29/40) | 76.1 (89/117) |

### По позиції
В таблицю входять усі гонки.
| № | Сезон   | Загальна | Лежачи | Стоячи |
| - | ------- | -------- | ------ | ------ |
| 1 | 2016/17 | 58%      | 56%    | 80%    |
| 2 | 2017/18 | 78%      | 76%    | 77%    |
| 3 | 2018/19 | 74%      | 75%    | 73%    |
| 4 | 2019/20 | 73%      | 69%    | 76%    |

## Статистика швидкості по сезонах
Середній час відставання на кілометр від середнього часу п'яти кращих результатів у спринтерських гонках (у секундах).
| № | Сезон   | Відставання (сек) |
| - | ------- | ----------------- |
| 1 | 2015/16 | 15.90             |
| 2 | 2016/17 | 15.10             |
| 3 | 2017/18 | 8.40              |
| 4 | 2018/19 | 6.90              |
| 5 | 2019/20 | 4.30              |

## Екіпірування і спонсори
- Гвинтівка — Anschütz,

- Лижі — Fisher,
- Лижні палиці — One Way,
- Рукавички — Roekl,
- Окуляри — Rudy Project,
- Костюм — 4F,
- Спонсори: Roekl, Rudy Project, 4F, Fisher, Anschütz, One Way, Fisher[65].